# Delisle (Saskatchewan)
Delisle es un pueblo canadiense situado en la provincia de Saskatchewan.

## Superficie
Delisle tiene una superficie de 3,33 km².

## Demografía
En 2021, tenía 1024 habitantes, una densidad poblacional de 307,5 hab./km², y 462 viviendas.